# Віттуоне
Віттуоне (італ. Vittuone) — муніципалітет в Італії, у регіоні Ломбардія,  метрополійне місто Мілан.
Віттуоне розташоване на відстані близько 490 км на північний захід від Рима, 19 км на захід від Мілана.
Населення — 8933 особи (2012).

Щорічний фестиваль відбувається першої або другої неділі травня. Покровитель — Santa Croce.

## Демографія
Населення за роками:

Станом на 1 січня 2023 року в муніципалітеті офіційно проживало 1146 іноземців з 56 країн, серед них 238 громадян країн Євросоюзу та 43 громадяни України.

## Сусідні муніципалітети
- Арлуно
- Чизліано
- Корбетта
- Седріано